# Polymerurus hystrix
Polymerurus hystrix is een buikharige uit de familie Chaetonotidae. Het dier komt uit het geslacht Polymerurus. Polymerurus hystrix werd in 1910 voor het eerst wetenschappelijk beschreven door Daday. 